# USS Detroit (LCS-7)
Pour les articles homonymes, voir USS Detroit.
L'USS Detroit (LCS-7) est un littoral combat ship de classe Freedom de l’United States Navy. C’est le sixième navire à porter le nom de la ville de Détroit, dans le Michigan,.

## Conception
En 2002, l’US Navy a lancé un programme visant à développer le premier d’une flotte de littoral combat ships. La Navy a d’abord commandé deux navires monocoques à Lockheed Martin, qui sont devenus connus sous le nom de navires de combat côtiers de classe Freedom d’après le premier navire de la classe, l’USS Freedom,. Les navires de combat côtiers aux numéros impairs de l’US Navy sont construits en utilisant la conception monocoque de classe Freedom, tandis que les navires aux numéros pairs sont basés sur une conception concurrente à coque trimaran, la classe Independence de General Dynamics. La commande initiale de navires de combat côtiers concernait un total de quatre navires, dont deux de la classe Freedom. L’USS Detroit est le quatrième navire de combat côtier de classe Freedom à être construit.
L’USS Detroit comprend des améliorations supplémentaires en matière de stabilité par rapport à la conception originale de la classe Freedom. Le tableau arrière a été rallongé et des réservoirs de flottabilité ont été ajoutés à l’arrière pour augmenter le poids et améliorer la stabilité. Le navire sera également équipé de capteurs automatisés pour permettre une « maintenance basée sur les conditions » afin de réduire le surmenage de l’équipage et les problèmes de fatigue que le navire de classe Freedom a rencontrés lors de son premier déploiement.

## Carrière

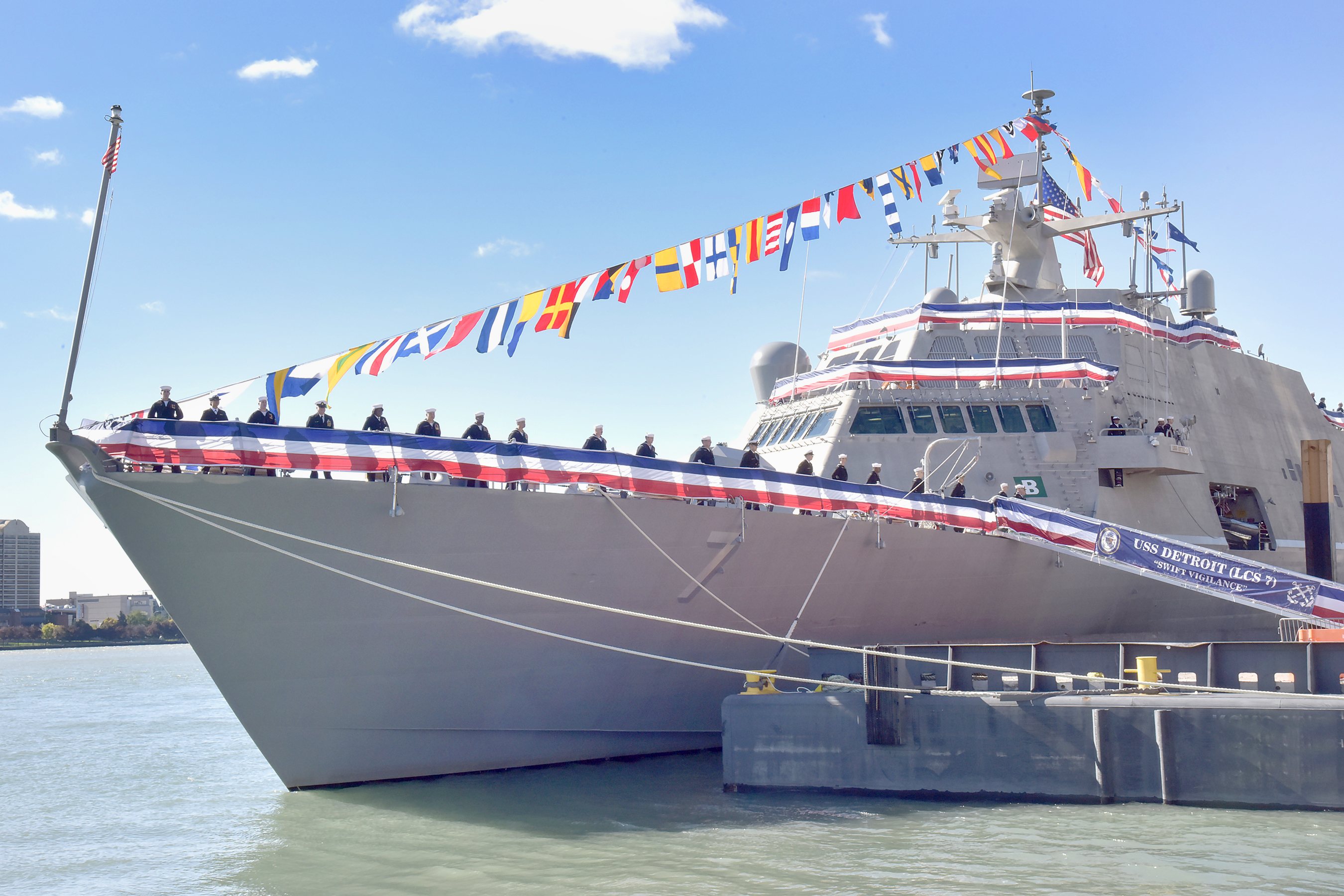
Mise en service de l’USS Detroit le 22 octobre 2016

La cérémonie de « pose de la quille » a eu lieu au début du mois de novembre 2012 au chantier naval de Fincantieri Marinette Marine à Marinette (Wisconsin). Le navire a été lancé le 18 octobre 2014. L’US Navy a accepté l’USS Detroit le 12 août 2016. Le navire a été mis en service le 22 octobre 2016,. Il est affecté au Littoral Combat Ship Squadron Two. Le navire est parrainé par Mme Barbara Levin, épouse du sénateur Carl Levin.
Le 30 décembre 2016, l’USS Detroit a participé à une cérémonie de changement de port d'attache qui a eu lieu à la base navale de Mayport. Le navire devait être basé à la base navale de San Diego, mais a été réaffecté en cours de route.
Le 13 janvier 2017, l’USS Detroit a effectué ses premières modifications du poste de pilotage afin de certifier le poste de pilotage pour les opérations aériennes futures. Les débarquements et le VERTREP ont été effectués par les « Swamp Foxes » du HSM-74. Le 8 mars 2017, l’USS Detroit a tiré un missile AGM-114 Hellfire à lancement vertical, le premier lancement de ce type à partir d’un navire de combat côtier. Le système Hellfire est destiné à engager de petits navires et à frapper des cibles sur terre.
En janvier 2020, l’USS Detroit a mené des opérations de garantie de la liberté de navigation et de collecte de renseignements dans la mer des Caraïbes.
L’USS Detroit, le quatrième navire de la classe Freedom, devait être désarmé au cours de l’exercice 2022 et rejoindre la liste des navires hors service en réserve (OCIR), aux côtés de trois autres navires de sa classe : l’USS Freedom (LCS-1), l’USS Fort Worth (LCS-3) et l’USS Little Rock (LCS-9). Cependant, dans le budget final de 2022, le Congrès a bloqué la demande de la Marine de retirer les trois navires.
Le 21 juin 2023, l’USS Detroit a entamé son déploiement final dans l’AOR de la Quatrième flotte des États-Unis afin de soutenir la coopération et la sécurité régionales.
Le 27 septembre 2023, l’USS Detroit est retourné à Mayport en vue de la mise hors service du navire deux jours plus tard. Le 29 septembre 2023, l’USS Detroit a été désarmé à Mayport,.